# Litos
Litos, właśc. Carlos Manuel Oliveira Magalhães (ur. 25 lutego 1974 w Porto) – piłkarz portugalski grający na pozycji środkowego obrońcy. W swojej karierze rozegrał 6 meczów w reprezentacji Portugalii.

## Kariera klubowa
Karierę piłkarską Litos rozpoczął w klubie Boavista FC z Porto. Nie przebił się jednak do kadry pierwszego zespołu i w 1992 roku przeszedł do SC Campomaiorense. W sezonie 1992/1993 zadebiutował w jego barwach w drugiej lidze portugalskiej. W sezonie 1993/1994 występował w pierwszoligowym GD Estoril Praia, a w sezonie 1994/1995 - w drugoligowym Rio Ave FC.
W 1995 roku Litos wrócił do Boavisty i stał się w niej podstawowym zawodnikiem. W 1997 roku zdobył z Boavistą Puchar Portugalii, a w 1999 roku został z nią wicemistrzem Portugalii. Z kolei w sezonie 2000/2001 wywalczył pierwsze w historii klubu mistrzostwo kraju.
W 2001 roku Litos przeszedł do hiszpańskiego klubu Málaga CF. W Primera División swój debiut zanotował 25 sierpnia 2001 w wygranym 3:2 domowym meczu z Realem Betis. W Máladze grał do końca sezonu 2005/2006.
Latem 2006 Litos wrócił do Portugalii i przez półtora roku grał w tamtejszej Académice Coimbra. Wiosną 2008 był zawodnikiem austriackiego Reda Bull Salzburg, ale nie wystąpił w nim ani razu i następnie zakończył karierę.
| Sezon   | Klub              | Kraj       | Rozgrywki        | Mecze | Bramki |
| ------- | ----------------- | ---------- | ---------------- | ----- | ------ |
| 1992/93 | SC Campomaiorense | Portugalia | Liga de Honra    | 28    | 3      |
| 1993/94 | GD Estoril Praia  | Portugalia | Primeira Liga    | 16    | 0      |
| 1994/95 | Rio Ave FC        | Portugalia | Liga de Honra    | 31    | 3      |
| 1995/96 | Boavista FC       | Portugalia | Primeira Liga    | 27    | 4      |
| 1996/97 | Boavista FC       | Portugalia | Primeira Liga    | 29    | 4      |
| 1997/98 | Boavista FC       | Portugalia | Primeira Liga    | 32    | 2      |
| 1998/99 | Boavista FC       | Portugalia | Primeira Liga    | 32    | 0      |
| 1999/00 | Boavista FC       | Portugalia | Primeira Liga    | 30    | 4      |
| 2000/01 | Boavista FC       | Portugalia | Primeira Liga    | 33    | 5      |
| 2001/02 | Málaga CF         | Hiszpania  | Primera División | 35    | 3      |
| 2002/03 | Málaga CF         | Hiszpania  | Primera División | 7     | 0      |
| 2003/04 | Málaga CF         | Hiszpania  | Primera División | 34    | 2      |
| 2004/05 | Málaga CF         | Hiszpania  | Primera División | 5     | 0      |
| 2005/06 | Málaga CF         | Hiszpania  | Primera División | 8     | 1      |
| 2006/07 | Académica Coimbra | Portugalia | Primeira Liga    | 21    | 2      |
| 2007/08 | Académica Coimbra | Portugalia | Primeira Liga    | 5     | 0      |
| 2007/08 | Red Bull Salzburg | Austria    | Bundesliga       | 0     | 0      |

## Kariera reprezentacyjna
W reprezentacji Portugalii Litos zadebiutował 10 lutego 1999 roku w zremisowanym 0:0 towarzyskim spotkaniu z Holandią. Grał też w eliminacjach do MŚ 2002. W kadrze narodowej od 1999 do 2001 roku wystąpił 6 razy. W 1996 roku zagrał z kadrą olimpijską na Igrzyskach Olimpijskich w Atlancie.